# Chelypus lawrencei
Espèce
Synonymes
- Siloanea eberlanzi Roewer, 1941 nec Roewer, 1941

Chelypus lawrencei est une espèce de solifuges de la famille des Hexisopodidae.

## Distribution
Cette espèce est endémique de Namibie. Elle se rencontre vers Lüderitz.

## Description
Le mâle holotype mesure 25 mm.

## Étymologie
Cette espèce est nommée en l'honneur de Reginald Frederick Lawrence.

## Publications originales
- Wharton, 1981 : Namibian Solifugae (Arachnida). Cimbebasia Memoir, no 5, p. 5-87.
- Roewer, 1941 : Solifugen 1934-1940. Veröffentlichungen aus dem Deutschen Kolonial und Uebersee-Museum in Bremen, vol. 3, no 2, p. 97-192 (texte intégral).